# المجلس التشريعي الفلسطيني 2006
هذه قائمة بأعضاء المجلس التشريعي الفلسطيني الثاني المنتخب في 25 يناير 2006 وعددهم 132 عضوًا، مرتبة حسب الدائرة الانتخابية والقوائم الحزبية:

## قائمة الأعضاء المنتخبون وفقالدائرة الانتخابية

### القدس
| الرقم | اسم العضو                                                | صورة | التحزب السياسي | الحالة                |
| ----- | -------------------------------------------------------- | ---- | -------------- | --------------------- |
| 1     | إبراهيم سعيد حسن أبو سالم                                |      | حماس           |                       |
| 2     | محمد عمران صالح طوطح                                     |      | حماس           |                       |
| 3     | وائل محمد عبد الفتاح عبد الرحمن (الحسيني)                |      | حماس           |                       |
| 4     | أحمد محمد أحمد عطون                                      |      | حماس           |                       |
| 5     | إميل موسى باسيل جرجوعي (كوتة مسيحية)                     |      | فتح            | توفي في 23 نوفمبر2007 |
| 6     | إفيفيان زكريا عبد الله سابيلا (Q133526669) (كوتة مسيحية) |      | فتح            |                       |

### جنين
| الرقم | اسم العضو                | صورة | التحزب السياسي | الحالة             |
| ----- | ------------------------ | ---- | -------------- | ------------------ |
| 1     | خالد عبد عبد الله يحيى   |      | حماس           |                    |
| 2     | عزام نجيب مصطفى الأحمد   |      | فتح            | رئيس كتلة حركة فتح |
| 3     | خالد سليمان فايز أبو حسن |      | حماس           |                    |
| 4     | شامي يوسف محمد شامي      |      | فتح            |                    |

### طوباس
| الرقم | اسم العضو             | صورة | التحزب السياسي | الحالة |
| ----- | --------------------- | ---- | -------------- | ------ |
| 1     | خالد حمد حامد أبو طوس |      | حماس           |        |

### طولكرم
| الرقم | اسم العضو                        | صورة | التحزب السياسي | الحالة |
| ----- | -------------------------------- | ---- | -------------- | ------ |
| 1     | حسن عبد الفتاح عبد الحليم خريشي  |      | مستقل          |        |
| 2     | عبد الرحمن فهمي عبد الرحمن زيدان |      | حماس           |        |
| 3     | رياض محمود سعيد رداد             |      | حماس           |        |

### نابلس
| الرقم | اسم العضو                   | صورة | التحزب السياسي | الحالة        |
| ----- | --------------------------- | ---- | -------------- | ------------- |
| 1     | أحمد علي أحمد أحمد          |      | حماس           |               |
| 2     | حامد سليمان جبر خضير        |      | حماس           | توفي عام 2012 |
| 3     | محمود عثمان راغب العالول    |      | فتح            |               |
| 4     | رياض علي مصطفى عملي         |      | حماس           |               |
| 5     | حسني محمد أحمد بوريني ياسين |      | حماس           |               |
| 6     | داود كمال داود أبو سير      |      | حماس           |               |

### قلقيلية
| الرقم | اسم العضو              | صورة | التحزب السياسي | الحالة |
| ----- | ---------------------- | ---- | -------------- | ------ |
| 1     | وليد محمود محمد عساف   |      | فتح            |        |
| 2     | أحمد هزاع إبراهيم شريم |      | فتح            |        |

### سلفيت
| الرقم | اسم العضو                     | صورة | التحزب السياسي | الحالة |
| ----- | ----------------------------- | ---- | -------------- | ------ |
| 1     | ناصر عبد الله عودة عبد الجواد |      | حماس           |        |

### رام الله والبيرة
| الرقم | اسم العضو                               | صورة | التحزب السياسي | الحالة           |
| ----- | --------------------------------------- | ---- | -------------- | ---------------- |
| 1     | حسن يوسف داود دار خليل                  |      | حماس           |                  |
| 2     | فضل محمد صالح حمدان                     |      | حماس           | أسير لدى إسرائيل |
| 3     | أحمد عبد العزيز صالح مبارك              |      | حماس           | أسير لدى إسرائيل |
| 4     | محمود إبراهيم محمود مصلح                |      | حماس           |                  |
| 5     | مهيب سلامة عبد الله سلامة (كوتة مسيحية) |      | فتح            |                  |

### أريحا
| الرقم | اسم العضو             | صورة | التحزب السياسي | الحالة                 |
| ----- | --------------------- | ---- | -------------- | ---------------------- |
| 1     | صائب محمد صالح عريقات |      | فتح            | تُوفي في 10 نوفمبر 2020 |

### بيت لحم
| الرقم | اسم العضو                            | صورة | التحزب السياسي | الحالة           |
| ----- | ------------------------------------ | ---- | -------------- | ---------------- |
| 1     | خالد إبراهيم طافش ذويب               |      | حماس           | أسير لدى إسرائيل |
| 2     | محمود داود محمود الخطيب              |      | حماس           |                  |
| 3     | فؤاد كريم صليبا كوكالي (كوتة مسيحية) |      | فتح            |                  |
| 4     | فايز أنطون إلياس السقا (كوتة مسيحية) |      | فتح            |                  |

### الخليل
| الرقم | اسم العضو                        | صورة | التحزب السياسي | الحالة           |
| ----- | -------------------------------- | ---- | -------------- | ---------------- |
| 1     | نايف محمود محمد الرجوب           |      | حماس           |                  |
| 2     | سمير صالح إبراهيم القاضي         |      | حماس           |                  |
| 3     | عزيز سالم مرتضى الدويك           |      | حماس           |                  |
| 4     | عزام نعمان عبد الرحمن سلهب       |      | حماس           | أسير لدى إسرائيل |
| 5     | محمد مطلق عبد المهدي أبو جحيشة   |      | حماس           |                  |
| 6     | نزار عبد العزيز عبد الحميد رمضان |      | حماس           | أسير لدى إسرائيل |
| 7     | حاتم رباح رشيد قفيشة             |      | حماس           |                  |
| 8     | باسم أحمد موسى زعارير            |      | حماس           | أسير لدى إسرائيل |
| 9     | محمد إسماعيل عثمان الطل          |      | حماس           | أسير لدى إسرائيل |

### شمال غزة
| الرقم | اسم العضو                            | صورة | التحزب السياسي | الحالة |
| ----- | ------------------------------------ | ---- | -------------- | ------ |
| 1     | يوسف عواد يوسف الشرافي               |      | حماس           |        |
| 2     | مشير عمر خميس الحبل                  |      | حماس           |        |
| 3     | محمد عبد الهادي عبد الرحمن محمد شهاب |      | حماس           |        |
| 4     | عاطف إبراهيم محمد عدوان              |      | حماس           |        |
| 5     | إسماعيل عبد اللطيف محمد الأشقر       |      | حماس           |        |

### غزة
| الرقم | اسم العضو                                 | صورة | التحزب السياسي | الحالة                           |
| ----- | ----------------------------------------- | ---- | -------------- | -------------------------------- |
| 1     | سعيد محمد شعبان صيام                      |      | حماس           | اغتالته إسرائيل في 15 يناير 2009 |
| 2     | أحمد محمد عطية بحر                        |      | حماس           | النائب الأول لرئيس المجلس        |
| 3     | خليل إسماعيل إبراهيم الحية                |      | حماس           |                                  |
| 4     | محمد فرج محمود حسين الغول                 |      | حماس           |                                  |
| 5     | جمال طلب محمد صالح                        |      | حماس           |                                  |
| 6     | جمال ناجي شحادة الخضري                    |      | مستقل          |                                  |
| 7     | زياد محمود حسين أبو عمرو                  |      | مستقل          |                                  |
| 8     | حسام فؤاد كمال يعقوب الطويل (كوتة مسيحية) |      | مستقل          |                                  |

### دير البلح
| الرقم | اسم العضو                  | صورة | التحزب السياسي | الحالة |
| ----- | -------------------------- | ---- | -------------- | ------ |
| 1     | عبد الرحمن يوسف أحمد الجمل |      | حماس           |        |
| 2     | أحمد حسن عواد أبو هولي     |      | فتح            |        |
| 3     | سالم أحمد عبد الهادي سلامة |      | حماس           |        |

### خان يونس
| الرقم | اسم العضو                              | صورة | التحزب السياسي | الحالة                |
| ----- | -------------------------------------- | ---- | -------------- | --------------------- |
| 1     | محمد يوسف شاكر دحلان                   |      | فتح            |                       |
| 2     | يونس محيي الدين فايز الأسطل            |      | حماس           |                       |
| 3     | صلاح محمد إبراهيم البردويل             |      | حماس           | اغتيل في مارس 2025    |
| 4     | خميس جودت خميس النجار                  |      | حماس           |                       |
| 5     | سفيان عبد الله يوسف الأغا (مجيد الآغا) |      | فتح            | تُوفي في 27 أبريل 2007 |

### رفح
| الرقم | اسم العضو                | صورة | التحزب السياسي | الحالة |
| ----- | ------------------------ | ---- | -------------- | ------ |
| 1     | محمد سليمان موسى حجازي   |      | فتح            |        |
| 2     | أشرف مصطفى محمد جمعة     |      | فتح            |        |
| 3     | رمضان سعيد سليمان الأخرس |      | فتح            |        |

## قائمة الأعضاء المنتخبون وفق القوائم الحزبية
| الأعضاء المنتخبون بالقوائم الحزبية (66 مقاعد) |                      |                          |
| العضو                                         | الانتماء الحزبي      | الحالة                   |
| قيس كامل عبد الكريم خضر                       | البديل - 1           |                          |
| بسام أحمد عمر الصالحي                         | البديل - 2           |                          |
| مصطفى كامل مصطفى البرغوثي                     | المبادرة الوطنية - 1 |                          |
| راوية رشاد سعيد الشوا                         | المبادرة الوطنية - 2 |                          |
| أحمد سعدات يوسف عبد الرسول                    | الجبهة الشعبية - 1   | محتجز في إسرائيل         |
| جميل محمد إسماعيل المجدلاوي                   | الجبهة الشعبية - 2   |                          |
| خالدة كنعان محمد جرار                         | الجبهة الشعبية - 3   | محتجزة في إسرائيل        |
| إسماعيل عبد السلام أحمد هنية                  | حماس - 1             | رئيس الوزراء             |
| محمد محمود حسن أبو طير                        | حماس - 2             |                          |
| جميلة عبد الله طه الشنطي                      | حماس - 3             | اغتيلت في 19 أكتوبر 2023 |
| «محمد جمال» نعمان عمران علاء الدين            | حماس - 4             |                          |
| ياسر داود سليمان منصور                        | حماس - 5             |                          |
| خلیل موسى خليل ربعي                           | حماس - 6             | محتجز في إسرائيل         |
| هدى نعيم محمد القریناوي                       | حماس - 7             |                          |
| محمود أحمد عبد الرحمن الرمحي                  | حماس - 8             | محتجز في إسرائيل         |
| محمود خالد الزهار الزهار                      | حماس - 9             |                          |
| عبد الفتاح حسن عبد الرحمن دخان                | حماس - 10            | توفي في 11 أكتوبر 2023   |
| إبراهیم محمد صالح دحبور                       | حماس - 11            |                          |
| مریم محمود حسن صالح                           | حماس - 12            |                          |
| فتحي محمد علي قرعاوي                          | حماس - 13            |                          |
| أنور محمد عبد الرحمن الزبون                   | حماس - 14            |                          |
| عماد محمود راجح نوفل                          | حماس - 15            |                          |
| عمر محمود مطر مطر (عبد الرازق)                | حماس - 16            |                          |
| منى سليم صالح منصور                           | حماس - 17            |                          |
| یحیى عبد العزيز محمد العبادسة                 | حماس - 18            |                          |
| «محمد ماهر» يوسف محمد بدر                     | حماس - 19            |                          |
| أيمن حسين أمين دراغمة                         | حماس - 20            |                          |
| فتحي أحمد محمد حماد                           | حماس - 21            |                          |
| مريم محمد يوسف فرحات                          | حماس - 22            | تُوفيت في عام 2013        |
| سيد سالم السيد أبو مسامح                      | حماس - 23            |                          |
| مروان محمد عايش أبو راس                       | حماس - 24            |                          |
| سميرة عبد الله عبد الرحيم حلايقة              | حماس - 25            |                          |
| جمال إسماعيل هاشم سكيك                        | حماس - 26            |                          |
| علي سليم سلمان رومانين                        | حماس - 27            |                          |
| أحمد يوسف أحمد أبو حلبية                      | حماس - 28            |                          |
| عبد الجابر مصطفى عبد الجابر فقهاء             | حماس - 29            |                          |
| سلام خالد عبد الله فياض                       | الطريق الثالث - 1    |                          |
| حنان داود خليل عشراوي                         | الطريق الثالث - 2    |                          |
| مروان حسيب حسين البرغوثي                      | فتح - 1              | محتجز في إسرائيل         |
| محمد إبراهيم محمود أبو علي يطا                | فتح - 2              |                          |
| انتصار مصطفى محمود الوزير                     | فتح - 3              |                          |
| نبيل علي رشيد شعث                             | فتح - 4              |                          |
| حكم عمر أسعد بلعاوي                           | فتح - 5              | توفي عام 2020            |
| عبد االله محمد إبراهیم عبد االله              | فتح - 6              |                          |
| نجاة عمر صادق أبو بكر                         | فتح - 7              |                          |
| رجائي محمود سليمان بركة                       | فتح - 8              |                          |
| إبراهيم علي إبراهيم المصدر                    | فتح - 9              |                          |
| ربيحة ذياب حسين حمدان                         | فتح - 10             | تُوفيت في عام 2016        |
| محمد خليل خليل اللحام                         | فتح - 11             |                          |
| جمال محمد محمود أبو الرب                      | فتح - 12             |                          |
| سحر فهد داود القواسمي                         | فتح - 13             |                          |
| ماجد محمد أحمد أبو شمالة                      | فتح - 14             |                          |
| فيصل محمد علي حسن أبو شهلا                    | فتح - 15             |                          |
| عيسى أحمد عبد الحميد قراقع                    | فتح - 16             |                          |
| سهام عادل يوسف ثابت                           | فتح - 17             |                          |
| ناصر جميل محمد خليل                           | فتح - 18             |                          |
| علاء الدين محمد عبد ربه ياغي                  | فتح - 19             |                          |
| عبد الرحيم محمود عبد الرحيم برهام             | فتح - 20             |                          |
| جمال عبد الحميد محمد حاج                      | فتح - 21             | محتجز في إسرائيل         |
| نجاة أحمد علي الأسطل                          | فتح - 22             |                          |
| جهاد محمد عبد الرحمن طملية                    | فتح - 23             |                          |
| جهاد عوض الله حمد أبو زنيد                    | فتح - 24             | محتجزة في إسرائيل        |
| أكرم محمد علي الهيموني                        | فتح - 25             |                          |
| جمال مصطفى عيسى حويل                          | فتح - 26             |                          |
| نعيمة محمد محمد عيسى الشيخ علي                | فتح - 27             |                          |
| عبد الحميد جمعة يوسف العيلة                   | فتح - 28             |                          |

## حل المجلس
في 23 ديسمبر 2018، أُعلن عن حل المجلس عقب صدور قرار يقضي بذلك من المستشار محمد الحاج قاسم رئيس المحكمة الدستورية العليا بفلسطين.